# Piscine du Touquet-Paris-Plage
La piscine du Touquet-Paris-Plage est une ancienne infrastructure située sur la digue-promenade, face à la rue Saint-Jean, en bordure de la plage de la commune française du Touquet-Paris-Plage, dans le département du Pas-de-Calais. 
L'édifice est répertorié à l'inventaire général du patrimoine culturel depuis le 5 décembre 1996.

## Construction
La piscine est construite à partir de 1929, sous l'impulsion de son maire Léon Soucaret, par l'entreprise Clavier, sur les plans de l'architecte André Bérard.
Le projet est étudié de façon à satisfaire aux conditions principales suivantes :
1. placer toute la construction sur la plage même, en contrebas de la digue, de façon à ne pas gêner la vue des promeneurs et des villas ;
2. assurer à tout baigneur, une large vue sur la mer, de façon que la piscine constitue pour ainsi dire une avancée sur la mer elle-même ;
3. maintenir toujours la piscine pleine d'eau de mer claire et pure, sans odeur, et pour cela assurer un renouvellement partiel journalier par pompage direct et vidange par gravité, et permettre, de plus, un réglage précis de la température de cette eau ;
4. assurer aux baigneurs le maximum de confort et donner à l'ensemble architectural, à la fois la simplicité de lignes d'un monument consacré aux sports et le luxe, en harmonie avec l'élégance de la clientèle.

Inaugurée le 28 mai 1931, elle est immédiatement qualifiée de « plus belle piscine d'Europe ».
Son promenoir, ses cinq cents cabines, dont quatre cents avec pédiluves, vingt salles de bains avec eau de mer, les gradins qui offraient jusque 1 800 places assises, entouraient un bassin de 66,66 m de long, de 25 m de large et d'une capacité de 2 700 m3. Le petit et le grand bain se succèdent dans le sens de la largeur, comme le fait la plage elle-même, la profondeur du grand bain est de 2,50 m, une fosse de 5 m pour plonger y est incluse. Le plongeoir monumental était composé de deux colonnes, une qui comprenait l'escalier d'accès aux quatre plongeoirs, le 1 m, le 3 m, le 5 m et le plus haut qui était situé à 10 m, l'autre colonne renfermait la cheminée de la chaufferie située à 120 m. Les aménagements techniques, salle de pompage, réservoirs d'accumulation, filtre et chaufferie, étaient dissimulés sous les gradins. Le pompage de l'eau de mer se faisait par un massif de prise d'eau placé dans une bâche à 340 m de la piscine, la vidange de la piscine, elle, se faisait par gravité.

## Le plongeoir de 1949
Lors de la Seconde Guerre mondiale, en octobre 1943, les Allemands détruisent le plongeoir de la piscine. En 1949, l'architecte Louis Quételart reconstruit un plongeoir constitué de trois niveaux, qui est le symbole du renouveau du Touquet-Paris-Plage.
Dans les années 1950 à 1970, tous les enfants des écoles du Touquet-Paris-Plage ont pu profiter de cette piscine, et de ses nombreux maîtres-nageurs, pour y passer leur brevet de natation ou de sauvetage.

## Démolition

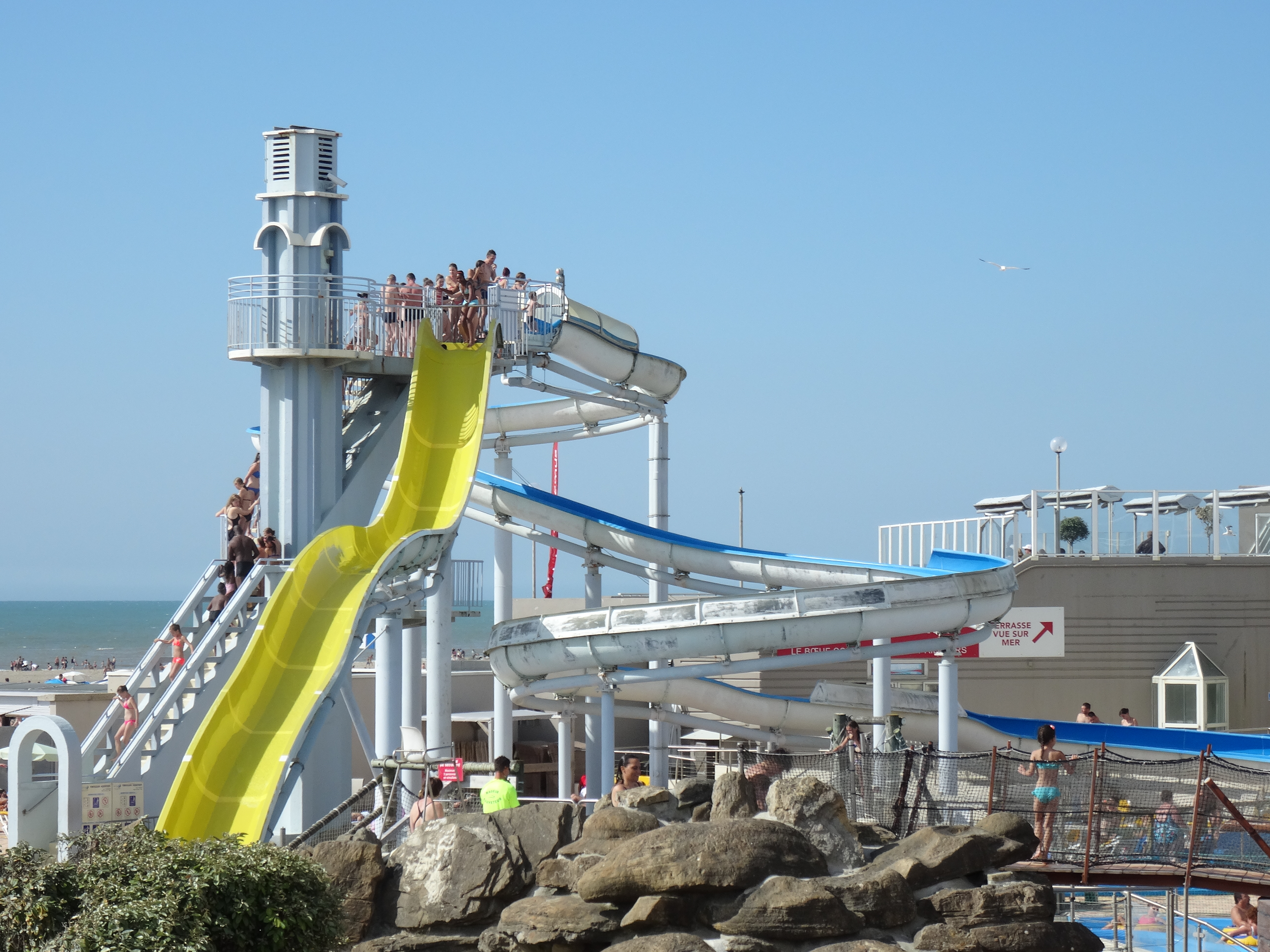
Le plongeoir de la piscine, intégré au parc d'attractions nautiques (état de 2015).

La piscine est démolie dans les années 1980 pour laisser la place en 1985 à un parc d'attractions nautiques, l'Aqualud, qui ne conserve que le plongeoir de l'architecte Louis Quételart.

## Préservation du plongeoir
Richard Klein indique en décembre 2021 l'intérêt pour le patrimoine touquettois de la protection au titre des monuments historiques du plongeoir, témoin d'une ère typique qui fut en vogue en Europe dans les années 1920.

## Pour approfondir